# Пилар Лопез де Ајала
Пилар Лопез де Ајала (шп. Pilar López de Ayala) је шпанска глумица, рођена 18. септембра 1978. године у Мадриду (Шпанија).